# Elementos del bloque f
Los elementos de transición interna o elementos del bloque f (por tener sus electrones de valencia en el orbital f) son dos series, una comenzando a partir del elemento lantano y la otra a partir del actinio, y por eso a los elementos de estas series se les llama lantánidos y actínidos. Aunque en la tabla periódica de los elementos tendrían que estar después de esos dos elementos, se suelen representar separados del resto. También se conocen los Lantánidos como tierras raras. Estos elementos pertenecen al grupo IIIB o simplemente al grupo 3.
Tienen dos electrones (s) en sus niveles energéticos más externos (n) y electrones (f) en niveles más interiores (n-2). Algunos también tienen electrones (d) en niveles intermedios (n-1). Véase configuración electrónica
| Z   | Nombre      | Símbolo |
| --- | ----------- | ------- |
| 57  | Lantano     | La      |
| 58  | Cerio       | Ce      |
| 59  | Praseodimio | Pr      |
| 60  | Neodimio    | Nd      |
| 61  | Prometio    | Pm      |
| 62  | Samario     | Sm      |
| 63  | Europio     | Eu      |
| 64  | Gadolinio   | Gd      |
| 65  | Terbio      | Tb      |
| 66  | Disprosio   | Dy      |
| 67  | Holmio      | Ho      |
| 68  | Erbio       | Er      |
| 69  | Tulio       | Tm      |
| 70  | Iterbio     | Yb      |
| 89  | Actinio     | Ac      |
| 90  | Torio       | Th      |
| 91  | Protactinio | Pa      |
| 92  | Uranio      | U       |
| 93  | Neptunio    | Np      |
| 94  | Plutonio    | Pu      |
| 95  | Americio    | Am      |
| 96  | Curio       | Cm      |
| 97  | Berkelio    | Bk      |
| 98  | Californio  | Cf      |
| 99  | Einstenio   | Es      |
| 100 | Fermio      | Fm      |
| 101 | Mendelevio  | Md      |
| 102 | Nobelio     | No      |